# آئنیاس
آئنیاس یا آینیاس (به یونانی: Αινείας, Aineías)، در اسطوره‌شناسی یونانی-رومی، یک قهرمان اهل تروآ، پسر آنخیسس و الهه آفرودیته (معادل رومی ونوس) بود. پدرش پسرعموی پادشاه پریاموس تروآ بود و به این ترتیب آئنیاس با فرزندان پریاموس (مانند هکتور و پاریس) همخون بود. او یک شخصیت فرعی در اسطوره‌شناسی یونانی است و هومر در قرن هشتم یا هفتم پیش از میلاد در اثر خود ایلیاد، از او یاد کرده است. آئنیاس در اسطوره‌شناسی روم تحت بازنویسی کامل قرار گرفت. او در انئید اثر شاعر رومی ویرژیل (۷۰ تا ۱۹ قبل از میلاد)، جایی که به عنوان جد بنیانگذاران شهر رم، رموس و رمولوس انتخاب و به این ترتیب به اولین قهرمان واقعی روم تبدیل شد.
آئنیاس یک قهرمان تروا بود که در طول جنگ تروآ شجاعانه با یونانیان جنگید. اگرچه یونانی‌ها در نهایت تروآ را غارت کردند، آئنیاس موفق شد فرار کند و در ایتالیا ساکن شود. گرچه آئنیاس در اصل شخصیتی از اساطیر یونانی بود، اما با تمام وجود توسط رومیان پذیرفته شد، که او را قهرمان بنیان‌گذار خود می‌دانستند. امروزه، در واقع، آئنیاس بیشتر از منابع رومی شناخته شده است، نه منابع یونانی. این منابع رومی آئنیاس و اسطوره‌های او را تجلی بخشیدند و او را به عنوان قهرمانی شجاع و رنج کشیده توصیف می‌کردند که بیش از همه به خاطر احساس وظیفه‌اش قابل توجه است. اولین همسر آئنیاس یک شاهزاده خانم تروا به نام کرئوسا بود. این زن پسری به نام اسکانیوس به او داد، اما در جریان غارت تروا درگذشت. آئنیاس پس از فرار از تروآ و در طول سرگردانی خود با دیدو، ملکه کارتاژ رابطه برقرار کرد. با این حال، در نهایت مجبور شد دیدو را ترک کند تا بتواند به سرنوشت خود یعنی رسیدن به ایتالیا و تبدیل شدن به جد رومیان جامه عمل بپوشاند. زمانی که آئنیاس به ایتالیا رسید، قصد داشت با لاوینیا، دختر لاتینوس، پادشاه لاتیوم ازدواج کند اما برای به دست آوردن او، ابتدا مجبور شد با تورنوس، یکی دیگر از خواستگاران لاوینیا و ارتش متشکلی از متحدان لاتین و اتروسک او، جنگی خونین انجام دهد. در ایتالیا معمولاً گفته می‌شود که آئنیاس شهر لاوینیوم را تأسیس کرد که نام آن را به نام همسر جدیدش لاوینیا نامید. لاوینیوم در منطقه مرکزی ایتالیا لاتیوم قرار داشت. پس از مرگ آئنیاس، پسرش پادشاهی آلبا لونگا را تأسیس کرد. چندین نسل بعد، دوقلوهایی از این دودمان پادشاهی رموس و رومولوس شهر رم را تأسیس کردند. به همین دلیل آئنیاس را جد رومیان می‌نامند. پس از فروپاشی امپراتوری روم غربی دودمان‌های دیگر اروپای غربی نیز داستان‌های خود را از تبار تروآ جعل کردند و مایل بودند میراث نمادین تروا و روم را برای خود نگه دارند. صحنه‌هایی که آئنیاس را به تصویر می‌کشند، به‌ویژه برگرفته از انئید، قرن‌ها مورد مطالعه قرار گرفته‌اند. آنها همواره موضوع مکرر هنر و ادبیات بوده‌اند. بخش‌های زیادی از انئید بر ادبیات و هنر غرب تأثیر گذاشته است: به‌ویژه غارت تروا و خروج آئنیاس از آن، تراژدی ملکه دیدو و سفر آئنیاس به دنیای مردگان.

## نام و القاب

### نام
«آئنیاس» اولین بار در «سرود هومری به آفرودیته» معرفی شد، معنی نام او «غم و اندوه وحشتناک» است. الهه آفرودیت این نام را به او داد زیرا مردی فانی را به دنیا آورده بود که در آینده پیر می‌شد و می‌مرد. بعدها در دوره قرون وسطی، نویسندگانی بودند که معتقد بودند، از آنجایی که انئید را یک فیلسوف نوشته است، نام آئنیاس باید به صورت فلسفی تفسیر شود. به این ترتیب، معنی نام آئنیاس در ترکیب یونانی به عنوان «خدایی که در بدن فانی ساکن» است معنی شد.

### القاب
ویرژیل به پیروی از ایلیاد، بسیاری از القابی که هومر به آئنیاس داده را به عاریت گرفته است، از جمله: قهرمان، بزرگوار، عالی اما ویرژیل در انئید به آئنیاس دو لقب نیز از خود می‌دهد: «پدر» و «پیوس» (پارسا). لقب‌های به کار رفته توسط ویرژیل نمونه‌ای از نگرش متفاوت با هومر است، زیرا در حالی که او در ادیسه (حیله‌گر) است، ویرژیل آئنیاس را به عنوان («پرهیزگار»)، که لحن اخلاقی قوی را می‌رساند، معرفی کرده است. به نظر می‌رسد که هدف از این القاب تقویت مفهوم مأمور الهی بودن آئنیاس به عنوان پدر و بنیان‌گذار نژاد روم است و نشاندهنده شخصیتی است که از طرف خدایان برای انجام مأموریت الهی مأمور است به همین ترتیب، آئنیاس زمانی که به نفع مردانش عمل می‌کند، «پدر» نامیده می‌شود.

## ظاهر و شخصیت
در انئید، آئنیاس قوی و خوش‌تیپ توصیف شده است، اما نه رنگ مو و نه رنگ چهره او توصیف نشده است. اما در اواخر دوران باستان منابع توضیحات فیزیکی بیشتری اضافه کرده‌اند. دارس فریگیوس آئنیاس را به عنوان «مردی موی خرمایی، تنومند، سخن دان، مؤدب، محتاط، پارسا، و جذاب با چشمانی سیاه و درخشان بود.» توصیف می‌کند لقب ثابت آئنیاس در ویرژیل و دیگر نویسندگان لاتین از را «پارسا» می‌خوانند، اصطلاحی که به معنای احترام به خدایان و وظیفه‌شناسی خانوادگی است. وجود دارد همچنین توصیف فیزیکی مختصری است که در قرن ششم یافت می‌شود یوحنا مالالاس آئنیاس را چنین توصیف کرده است: «کوتاه، تنومند، سینه پهن، قوی هیکل، گلگون، صورت صاف، بینی زیبا، پوست روشن، کچل با ریشی پرپشت». آئنیاس مظهر فضایل رومی است: او خدمتگزار سرنوشت و خدایان است، او رهبر نمونه قوم خود و پدر و پسری فداکار است. کسی است که خود را وقف مأموریتش برای بقای خانواده و کشورش کرده است. شخصیت آئنیاس دارای ویژگی‌های انسانی نیز هست. او به عنوان یک مرد فانی معیوب — مردی با احساسات — معرفی می‌شود. آئنیاس در نقش خود به عنوان خدمتگزار سرنوشت و خدایان هرگز از هدف خود غافل نمی‌شود. او خود را «وظیفه‌شناس» وصف می‌کند.

## آئنیاس در اسطوره و ادبیات یونانی

### سرود هومری برای آفرودیت

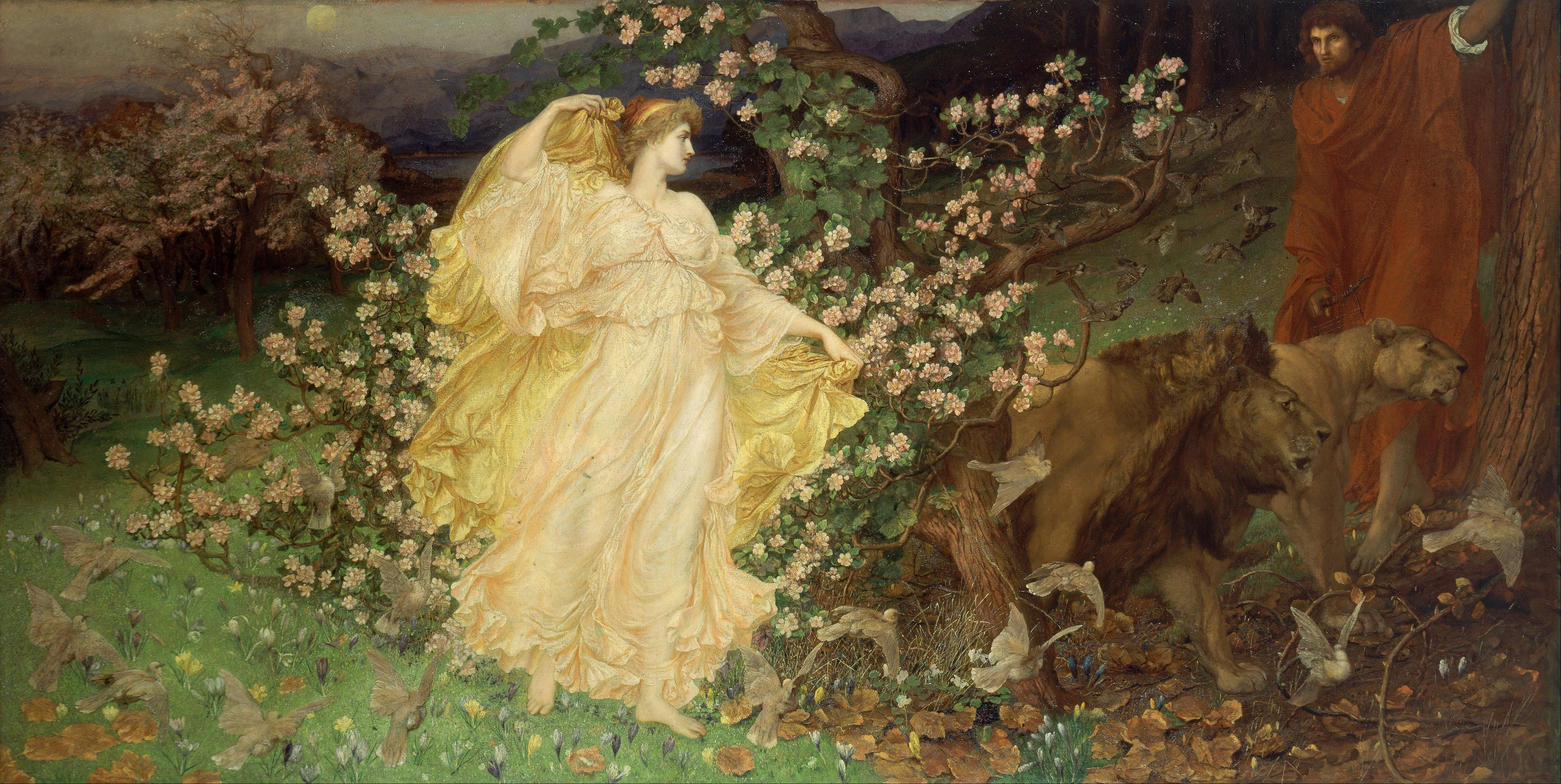
ونوس و آنخیسس اثر ویلیام بلیک ریچموند (۱۸۸۹ یا ۱۸۹۰)

داستان تولد آئنیاس در «سرود هومری برای آفرودیت»، یکی از مهم‌ترین بخش‌های سرودهای هومری نقل شده است. آفرودیت باعث شده که زئوس عاشق زنان فانی شود. در تلافی، زئوس میل به آنخیسس که در میان تپه‌های نزدیک کوه ایدا از دام‌هایش مراقبت می‌کند را در دل ونوس می‌اندازد. هنگامی که آفرودیت او را می‌بیند، دلباخته می‌شود. او خود را چنان می‌آراید که گویی برای عروسی در میان خدایان است و در برابر آنخیسس ظاهر می‌شود. آنخیسس بر میل خود و جذابیت زیبایی او غلبه می‌کند و معتقد است که او یک الهه است، اما آفرودیت خود را به عنوان یک شاهزاده خانم فریگیه به او معرفی می‌کند. پس از آن که آنها وارد رابطه عاشقانه می‌شوند، آفرودیت هویت واقعی خود را برای او فاش می‌کند و آنخیسس می‌ترسد که رابطه آنها چه عواقبی برای او خواهد داشت. آفرودیت به او اطمینان می‌دهد که از او محافظت خواهد شد و به او می‌گوید که از او پسری به دنیا خواهد آورد که آئنیاس نامیده می‌شود. با این حال، به او هشدار می‌دهد این یک تابو است و او نباید فاش کند که با یک الهه رابطه داشته است. هنگامی که آئنیاس به دنیا می‌آید، آفرودیت او را به نیمف‌های کوه ایدا می‌برد و به آنها دستور می‌دهد که کودک را تا پنج سالگی بزرگ کنند و سپس او را نزد پدرش آنخیسس ببرند. طبق منابع دیگر. آنخیسس بعداً به رابطهٔ خود با آفرودیت مباهات می‌کند و در نتیجه زئوس خشمگین می‌شود و صاعقه‌ای که او می‌فرستد به پایش اصابت می‌کند. پس از آن او در آن پا لنگ می‌شود، به‌طوری که آئنیاس باید او را پس از آتش گرفتن تروآ حمل کند.

### در ایلیاد هومر
آئنیاس نقش کوچکی در ایلیاد ایفا کرد، جایی که او رهبر داردانیان در ترواد (آناتولی) (در آناتولی امروزی) بود. او شجاعت زیادی از خود نشان داد، که به ویژه در کتاب ۵ مشهود است. او وارد جنگ شد، بی اعتنا از همه نیزه‌های اطرافش، در کنار پانداروس، یک فرمانده تروا، جنگید و پس از اینکه دیومدس، پادشاه آرگوس را کشت، بدن پادشاه را سپر محافظت کرد. دیومدس با یک تخته سنگ بزرگ به ران آئنیاس ضربه زد و او را به زانو درآورد. اگر مادرش، آفرودیت، او را نجات نمی‌داد و او را از هجوم سلاح‌ها محافظت نمی‌کرد، حتماً کشته می‌شد. دیومدس توانست آفرودیت را زخمی کند که عقب‌نشینی کرد. آپولون آئنیاس را فرا گرفت و به ارتفاعات مقدس پرگامون برد و در آنجا شفا یافت. آرس به آئنیاس دستور داد تا هکتور را نجات دهد، بنابراین آئنیاس در میان تشویق افرادش به میدان جنگ بازگشت.
در کتاب ۲۰، آپولو آئنیاس را ترغیب کرد تا با قهرمان یونان آشیل روبرو شود و الوهیت خود را به عنوان پسر آفرودیت را به او یادآوری کرد. آئنیاس که از این یادآوری جسارت یافته بود، زمانی که خدایان برای تماشا جمع شده بودند، راهی دیدن آشیل شد. آشیل به آئنیاس طعنه زد و سعی کرد او را وادار به عقب‌نشینی کند. آئنیاس محکم ایستاد و به آشیل گفت که ترساندن او به چیزی بیش از تهدید نیاز دارد و به نسب خود بالید. آئنیاس از آشیل خواست که به جای توهین به نبرد ادامه دهد. هر دو به شدت جنگیدند، اما آشکار بود که آئنیاس با آشیل توانا همتایی واقعی نداشت. خدایان تصمیم گرفتند که آئنیاس را نجات دهند. پوزئیدون با ریختن غبار در چشمان آشیل و بلند کردن آئنیاس با خیال راحت، حواس او را پرت کرد.
آئنیاس یک شخصیت فرعی در ایلیاد است. یک شاهزاده اهل تروآ که فقط گاهی در داستان نقش دارد. او رهبر متحدان تروآها، داردانیان (تروا) و همچنین پسر عموی دوم و قهرمان اصلی هکتور، پسر و وارث پادشاه تروا پریاموس است. آئنیاس توسط طرفین به عنوان مردی عادل، شریف و پارسا شناخته شد که مورد لطف خدایان است. آئنیاس در ایلیاد به عنوان پادشاه آینده مردم تروا توصیف می‌شود.
مادر آئنیاس آفرودیته/ونوس مکرراً در میدان جنگ به کمک او می‌آید و او مورد علاقه آپولون است. آفرودیت/ونوس و آپولون آئنیاس را از نبرد با دیومدس (پسر تودوئوس) از آرگوس (یونان) که نزدیک بود او را بکشد، نجات می‌دهند و برای شفای تیر پیکانی که به او اصابت کرده او را نزد پرگامس می‌برند. حتی پوزئیدون که معمولاً طرفدار یونانیان است، پس از اینکه آئنیاس مورد حمله آشیل قرار می‌گیرد به کمک او می‌آید، و خاطرنشان می‌کند که آئنیاس، اگرچه از شاخه‌های کوچک‌تر از خانواده سلطنتی است، اما قرار است پادشاه مردم تروآ شود.
او نقش برجسته ای در دفاع از شهرش در برابر یونانی‌ها در طول جنگ تروا ایفا کرد و بعد از هکتور از نظر فرماندهی جنگ و توانایی در مقام دوم بود. هومر اشاره می‌کند که آئنیاس موقعیت زیردست خود را دوست نداشت و برپایه این مطلب در یک نسخه در سنت بعدی یونانیان، آئنیاس با خیانت به تروا به یونانیان کمک کرد. با این حال، نسخه رایج‌تر، آئنیاس را رهبر بازماندگان تروا پس از تصرف تروا توسط یونانیان کرد. در هر صورت، آئنیاس از جنگ جان سالم به در برد، و بنابراین شخصیت او در دسترس گردآورندگان اسطوره رومی قرار گرفت.
بروس لودن آئنیاس را به عنوان «نوع» معرفی می‌کند: تنها فرد (یا خانواده) با فضیلت که از نابودی عمومی در امان مانده است، به مانند افسانک اوتنپیشتی، باوسیس و فیلمون، نوح، و لوط. شبه آپولودوروس در کتاب شبه آپولودوروس خود توضیح می‌دهد که «... یونانیان به دلیل تقوای او فقط او را زنده و در امان گذاشتند.»

### سایر منابع
اسطوره‌نگار رومی یولیوس هیگینوس حدود ۶۴–۱۷ پیش از میلاد، کشتن ۲۸ دشمن در جنگ تروا را به آئنیاس نسبت می‌دهد. آئنیاس همچنین در روایت‌های تروآ منسوب به دارس فریگیوس و دیکتیس کرت ظاهر می‌شود. گفته می‌شود که علاوه بر رم، شهر یونانی آئنیا در خالکیدیکه نیز توسط آئنیاس تأسیس شده است.

## اسطوره و ادبیات رومی
سرگذشت آئنیاس را نویسندگان رومی ادامه دادند. یکی از منابع تأثیرگذار، شرح تأسیس رم در کتاب ریشه‌ها اثر کاتوی بزرگ بود. افسانه آئنیاس در روزگار ویرژیل به خوبی شناخته شده بود و در آثار تاریخی مختلف، از جمله کتاب آثار باستانی رومی اثر دیونوسیوس هالیکارناسی(۳۰ تا ۸ پ. م) و از پیدایش روم اثر لیوی ظاهر شد.
مابقی بیوگرافی آئنیاس از منابع باستانی دیگر، از جمله دگردیسی لیوی و اووید، گردآوری شده است. به گفته لیوی، آئنیاس پیروز شد اما لاتینوس در جنگ مرد. آئنیاس شهر لاوینیوم را به نام همسرش تأسیس کرد. او بعداً از خواهر دیدو، آنا پرینا استقبال کرد که پس از اطلاع از حسادت لاوینیا خودکشی کرد. پس از مرگ آئنیاس، ونوس از پدرش، ژوپیتر، التماس کرد که آئنیاس را خدایی کند و ادعا کرد که او قبلاً یک بار به عالم مردگان رفته و زنده مانده است. ژوپیتر موافقت کرد و ونوس به رودخانه نومیکوس سفر کرد و از آن خواست تا قسمت‌های فانی آئنیاس را بشوید. سپس ونوس بدن او را با عطر الهی مسح کرد و با شهد و آمبروزیا او را خدایی ساخت. رومی‌ها او را با معابد و محراب‌ها گرامی داشتند. آئنیاس به عنوان خدا ژوپیتر ایندیجس شناخته شد.
مرگ آئنیاس توسط دیونوسیوس هالیکارناسی توصیف شده است. پس از سقوط او در نبرد علیه روتولی‌ها، جسد او پیدا نشد و پس از آن به عنوان یک خدای محلی مورد پرستش قرار گرفت.
شهرت آئنیاس بیش از همه در ارتباط با کتاب انئید اثر شاعر رومی ویرژیل (۷۰ تا ۱۹ پیش از میلاد) است.

### خلاصه داستان آئنیاس در انه‌اید
| نام بخش      | تصویر | توضیح تصویر | خلاصه بخش |
| ------------ | ----- | --- | --- |
| کتاب یکم     |       | آئنیاس در کاخ ملکه دیدو داستان فرار خود پس از شکست در جنگ تروآ را بازگو می‌کند.                                          | شاعر خصومت ملکه آسمان، یونو (ضد قهرمان داستان) با تروجان‌ها و علاقهٔ او به کارتاژ را توصیف می‌کند. یونو به خدای کوچک بادها، آئولوس، رشوه می‌دهد تا طوفانی بفرستد تا ناوگان تروا را ویران کند. آئنیاس با طوفانی روبرو می‌شود و در کارتاژ به ساحل پرتاب می‌شود. ونوس مادر آئنیاس به پدرش زئوس می‌گوید که وعده سرنوشت آئنیاس محقق نمی‌شود. او پاسخ می‌دهد که تحقق خواهد یافت، و شکوهی را که در انتظار مردم روم است و مأموریت آنها برای متمدن کردن جهان را بیان می‌کند. ونوس کوپیدو را که به شکل اسکانیوس (یولوس) مبدل شده بود می‌فرستد تا دیدو را عاشق آئنیاس کند. یونو نیز ونوس مایل به ازدواج بین دیدو و آئنیاس است زیرا به او گفته شد که شهر مورد علاقه اش کارتاژ در نهایت توسط فرزندان تروجان‌ها شکست خواهد خورد. |
| کتاب دوم     |       | اسب تروآ که موجب شکست تروجان‌ها در جنگ تروآ شد                                                                           | آئنیاس داستان اسب تروا، مرگ شاه تروآ پریاموس، سقوط تروا و فرار خود با پدرش آنخیسس و پسرش اسکانیوس (یولوس) را روایت می‌کند. وقتی تروا به دست یونانیان افتاد، ویرژیل نقل می‌کند که آئنیاس، که تا آخرین لحظه شجاعانه جنگیده بود، در رؤیایی توسط هکتور دستور داده شد که بگریزد و شهری بزرگ در آن سوی دریا بسازد. آئنیاس خانواده و پیروان خود را جمع کرد و خدایان خانگی (تصاویر کوچک) تروا را با خود برداشت، اما در سردرگمی ترک شهر در حال سوختن، همسرش ناپدید شد. روح همسرش به او اطلاع داد که قرار است به سرزمینی غربی که رودخانه تیبر در آن جریان دارد برود. |
| کتاب سوم     |       | فرار آئنیاس از تروآ به همراه همسر و پسرش، در حالی که پدرش آنخیسس را بر دوش دارد.                                        | آئنیاس داستان سرگردانی خود را به دیدو شرح می‌دهد. او می‌گوید که آئنیاس و همراهانش پس از ویرانی تروا ناوگانی می‌سازند و در آغاز تابستان عازم سرزمین‌های ناشناخته می‌شوند. آئنیاس ابتدا با کشتی به تراکیه می‌رود و شروع به ساختن شهری می‌کند. آئنیاس شورایی را فرا می‌خواند و تروجان‌ها تصمیم به ترک می‌گیرند. تروجان‌ها به سمت دلوس، جزیره مقدس آپولون می‌روند و آنیوس (پادشاه دلوس) از آنها مهمان نوازی می‌کند. آئنیاس از آپولوم برای راهنمایی دعا می‌کند، و پاسخی غم‌انگیز دریافت می‌کند که از تروجان‌ها می‌خواهد به دنبال «مادر باستانی» خود باشند. روجان‌ها از دلوس به کرت می‌روند و در آنجا شروع به ساختن شهری به نام پرگاموم می‌کنند. یک آفت ناگهان به آنها حمله می‌کند. آئنیاس پیشنهاد می‌کند که باید به دلوس بازگردند تا دوباره با پیشگو مشورت کنند، اما رؤیایی از پناتس‌ها در شب به آئنیاس ظاهر می‌شود و به او می‌گوید که در «هسپریا»، —نامی که یونانی‌ها ایتالیا را می‌نامیدند— است که باید شهر مقدر خود را تأسیس کند. آئنیاس اشتباه خود را در تفسیر پیشگوی آپولون تشخیص می‌دهد و تروجان‌ها کرت را ترک می‌کنند. آنها در امتداد ساحل سیسیل به سمت جنوب حرکت را ادامه می‌دهند و سرانجام به درپانا (غرب سیسیل) می‌رسند که آنخیسس، پدر آئنیاس می‌میرد. آئنیاس بازگویی داستان سرگردانی خود را به دیدو پایان می‌دهد. |
| کتاب چهارم   |       | ونوس، مادر آئنیاس، چندین بار به پسرش در طول سفر کمک می‌کند.                                                              | دیدو که غرق در عشق آئنیاس است و به خواهرش «آنا» می‌گوید که اگر پس از مرگ شوهرش قاطعانه تصمیم نمی‌گرفت که دیگر ازدواج نکند، شاید تسلیم می‌شد. آنا در پاسخ مزایای ازدواج با آئنیاس را برشمرد و دیدو متقاعد می‌شود. به دستور زئوس، آئنیاس برای انجام وظیفه و مأموریت خود از کارتاژ می‌رود. دیدو خودش را می‌کشد. |
| کتاب پنجم    |       | زنان تروا ناوگان خود را به آتش کشیدند                                                                                   | آئنیاس به سیسیل می‌رسد. مراسم تشییع جنازه برای آنخیسس انجام می‌شود. در هنگام مراسم، الهه یونو، ایریس را از آسمان به پایین می‌فرستد تا زنان تروا را تحریک کند تا کشتی‌هایشان را بسوزانند. آنها در ساحل جمع شده‌اند و بر مرگ آنخیسس و سرگردانی‌های بی پایانشان گریه می‌کنند. ایریس از آنها می‌خواهد که کشتی‌ها را آتش بزنند تا دیگر نتوانند از سیسیل به جای دیگری بروند. آئنیاس به زئوس دعا می‌کند یا کمک بفرستد یا نابودی نهایی را بر آنها وارد کند. زئوس دعای او را می‌شنود. شعله‌های آتش با رعد و برق خاموش می‌شود و همه کشتی‌ها به جز چهار کشتی نجات می‌یابند. |
| کتاب ششم     |       | آئنیاس با سیبیل (پیشگو) در کومای دیدن می‌کند. او همراه با سیبیل کومایی برای گفتگو با پدرش به دنیای مردگان یا هادس می‌رود. | آئنیاس کومای در جنوب ایتالیا می‌رسد و به دنبال دستور پدرش، معبد آپولون را می‌سازد، جایی که پیشگو، سیبیل کومایی به نام دیفوبه به ملاقات او می‌آید. آئنیاس به دیفوبه می‌گوید که می‌خواهد برای دیدن روح پدرش به دنیای مردگان فرود آید و از او برای رفتن به آنجا کمک می‌خواهد. دیفوبه به آئنیاس می‌گوید که باید شاخه طلایی را از درختی در جنگل مجاور بیابد و بکند. شاخه به او اجازه می‌دهد تا وارد دنیای مردگان شود. دیفوبه آئنیاس را به دنیای مردگان راهنمایی می‌کند. آنها به رودخانه خارون می‌رسند. سواحل رودخانه مملو از ارواح کسانی است که به درستی دفن نشده‌اند و بنابراین باید صد سال قبل از عبور از رودخانه صبر کنند. در اینجا، آئنیاس، خارون، قایق‌ران را می‌بیند که ارواح مردگان را از رودخانه عبور می‌دهد. شارون در ابتدا تمایلی به عبور آئنیاس، مردی زنده، از طریق رودخانه را ندارد، اما وقتی دیفوبه، با ستایش از آئنیاس، شاخه طلایی را به قایق‌دار نشان می‌دهد، نظرش تغییر می‌کند. آئنیاس و سیبیل که در ساحل دیگر پیاده می‌شوند، آنها سرانجام به دشت‌های عزا می‌آیند، خانه کسانی که از عشق مرده‌اند. در اینجا آئنیاس با روح دیدو ملاقات می‌کند. با دانستن اینکه دیدو به دلیل اینکه او را رها کرده است، خودکشی کرده، سعی می‌کند خود را برای او توجیه کند و بگوید که او را ناخواسته ترک کرده است اما روح دیدو همچنان ناخشنود از آئنیاس کناره‌گیری می‌کند. دو مسیر سر راه او قرار داشتند، منطقه تارتاروس، محل مجازات ابدی برای شریران قرار دارد. در سمت راست الیزیوم، مقصد آئنیاس قرار دارد. آئنیاس نگاهی اجمالی به تارتاروس می‌اندازد، زندان تیتان‌ها، که خدایان المپیاد آنها را شکست دادند، و زندان کسانی که سعی در رقابت با آپولون داشتند. همچنین در قلمرو تارتاروس، فانیانی که مرتکب گناه شنیع شده‌اند، از جمله زناکاران، خائنان و زناکاران با محارم مجازات می‌شوند. سرانجام به الیزیوم و بیشه‌های مبارک می‌رسند. منطقه ای از چمنزارهای زیبا که ارواح مبارک در آن زندگی می‌کنند. پس از تبادل احوالپرسی احساسی با پدرش، آئنیاس در مورد رودخانه ای که در دوردست می‌بیند می‌پرسد. آنخیسس به او می‌گوید که رودخانه لته نام دارد، «رودخانه فراموشی»، و ارواح که پس از نوشیدن آب لته، تمام خاطرات وجود قبلی خود را از دست داده‌اند، منتظر نوبت خود هستند تا دوباره در بدن‌های جدید متولد شوند، با هویت‌های جدیدی که قبلاً به آنها اختصاص داده شده است. آن ارواح هزار سال در جهان مردگان سپری کرده‌اند و در نهایت با پاک شدن از گذشته فانی خود، در حال آماده شدن برای ورود مجدد به جهان در بدن‌های جدید هستند. هنگامی که آئنیاس از پدرش می‌خواهد که تناسخ را برای او توضیح دهد، آنخیسس شرحی از شخصیت‌های تاریخی را می‌دهد که برای خوانندگان رومی زمان ویرژیل آشنا هستند، اما از منظر آئنیاس و آنخیسس ساکنان آن زمان الیزیوم توصیف می‌شوند. او به نوادگان آئنیاس اشاره می‌کند و هفت تپه رم را توصیف می‌کند. از جمله ارواحی که آنخیسس به آن اشاره می‌کند: سیلویوس، پسر آئنیاس از لاوینیا (همسر دوم آئنیاس) و بنیان‌گذار پادشاهی آلبا لونگا. رومولوس، بنیان‌گذار شهر رم؛ و نوادگان پسر دیگر آئنیاس، اسکانیوس (از همسر اول)، خاندان ژولیان، که شکوه و جلال آنها با آگوستوس، «پسر خدایان» به اوج خود خواهد رسید. همچنین خدای «الوهیت شده»، ژولیوس سزار نیز در الیزیوم حضور دارد. |
| کتاب هفتم    |       | تصویری از تورنوس پادشاه روتولی (ایتالیا) و ایریس که پیام یونو را به او می‌رساند.                                         | آئنیاس به سرزمین لاتیوم وارد می‌شود. شاه لایتوم، لاتینوس و همسرش آماتا یک دختر به نام لاوینیا دارند که تنها فرزند بازمانده آنها است که در سن ازدواج است و خواستگاران زیادی از جمله تورنوس، رهبر قبیله روتولیان دارد. درست در زمانی که تروجان‌ها به سرزمین او می‌رسند، لاتینوس از سخنان پدر متوفی خود می‌آموزد که باید برای لاوینیا به دنبال شوهری خارجی باشد و فرزندانی به وجود بیاورد. در این صورت آنها جهان را فتح خواهند کرد. شاه لایتوم، لاتینوس وعده ازدواج دخترس لاوینیا را به او می‌دهد. یونو با اطلاع از این چرخش وقایع، یک بار دیگر عصبانی می‌شود. یونو و آلکتو به جنگ بین تروآیی‌ها و لاتین‌ها دامن می‌زنند. آماتا از شوهرش می‌خواهد که به جای آئنیاس دخترشان با تورنوس ازدواج کند. خصومت‌ها شروع می‌شود و به زودی تلفاتی وارد می‌شود. |
| کتاب هشتم    |       | ورود آئنیاس به پالانتیوم و ملاقات با رهبر آن اواندر                                                                     | آئنیاس با دو کشتی پارودار خود و خدمه آنها به سمت تیبر می‌رود. روز بعد، با نزدیک شدن به پالانتیوم، به اواندر، پسرش، پالاس (پسر اواندر) و جمعیتی از شهروندان که مشغول پرستش هرکول هستند، می‌رسند. آئنیاس با شناسایی مردم خود و مأموریت خود، مورد استقبال گرم اواندر، یونانی که سال‌ها قبل با مردم خود به ایتالیا آمد و پالانتیوم را تأسیس کرد، قرار می‌گیرد. آئنیاس از اواندر کمک می‌گیرد. مادر آئنیاس، ونوس به ملاقات شوهرش، ولکان (اسطوره)، آهنگر خدایان می‌رود و او را متقاعد می‌کند که برای پسرش اسلحه و زره بسازد. آئنیاس به نزد اتروسک‌ها می‌رود تا از آنها کمک بگیرد که با کمک ونوس موفق می‌شود. |
| کتاب نهم     |       | یونو، دستیارش ایریس را نزد تورنوس می‌فرستد.                                                                              | یونو که مشتاق شروع جنگ است، ایریس را می‌فرستد، تا به تورنوس اطلاع دهد که باید از غیبت آئنیاس، که برای جلب حمایت ایواندر و اتروسک‌ها رفته استفاده کرده و تروجان‌ها حمله کند. تورنوس به اردوگاه تروجان حمله می‌کند. معرفی نیسوس و اریالوس. اردوگاه تروجان‌ها به سختی تحت فشار است. کتاب نهم تنها کتابی است که آئنیاس در آن غایب است. با این حال، روحیه او و رهبری خشن او همچنان بر رزمندگان تحت فرمان او حاکم است. |
| کتاب دهم     |       | کشته شدن لاوسوس پسر مزنتیوس به دست آئنیاس                                                                               | ژوپیتر، با احضار خدایان، در مورد سیاستی که باید در مقابله با جنگ در حال انجام انسان‌ها دنبال کنند، دستور می‌دهد. او با غلبه بر ونوس و یونو، که به ترتیب به مدافع تروجان‌ها و لاتین‌ها استدلال می‌کنند، اعلام می‌کند که دیگر مداخله ای از سوی خداوند وجود ندارد. نتیجه جنگ را باید به سرنوشت واگذار کرد. تورنوس، پالاس (پسر اواندر) را می‌کشد. آئنیاس مزنتیوس پادشاه تبعید شده آتروسک که به تورنوس کمک می‌کند، را زخمی می‌کند سپس پسر او لاوسوس را که برای کمک به پدرش به میدان می‌آید را می‌کشد. مزنتیوس قبل از مرگ می‌خواهد که او را در قبر پسرش دفن کنند. |
| کتاب یازدهم  |       | عزاداری پادشاه پالانتئوم برای پسرش پالاس                                                                                | در سحرگاه روز بعد، آئنیاس به افراد خود می‌گوید که زمان لشکرکشی به لاتینوس فرا رسیده است اما او می‌گوید که ابتدا باید مردگان را به‌طور تشریفاتی سوزانده و دفن کنند و پالاس (پسر اواندر) را به پالانتئوم برگردانند. در طول آتش‌بس که دوازده روز طول می‌کشد، تروجان‌ها و لاتین‌ها در صلح و آرامش با هم زندگی می‌کنند. تروجان‌ها در پالانتئوم، جسد پالاس را به پدرش اواندر تحویل می‌دهند. پادشاه از اینکه خودش به جای پسرش نمرده، ابراز تاسف می‌کند، اما اعلام می‌کند که تروجان‌ها را برای مرگ پسرش مقصر نمی‌داند. لاتین‌های ناامید اعلام می‌کند که جنگ علیه تروجان‌ها فایده ای ندارد و باید به آمدن آنها لاتیوم خوشامد گفت و به آنها زمین داد یا اگر به جای دیگری بروند، کشتی به آنها داده شود اما تورنوس رام‌نشدنی اعلام می‌کند که پیروزی بر تروجان‌ها هنوز امکان‌پذیر است. |
| کتاب دوازدهم |       | آئنیاس، تورنوس را می‌کشد.                                                                                                | آئنیاس به خدایان عهد می‌کند که اگر بر تورنوس پیروز شود، تروجان‌ها به پالانتئوم عقب‌نشینی خواهند کرد و هیچ نسلی در آینده به لاتین‌ها حمله نخواهد کرد. او قول می‌دهد که اگر پیروز شود، هیچ ادعایی برای خود نخواهد داشت: لاتین‌ها و تروجان‌ها در مسالمت‌آمیز و برابر با هم زندگی خواهند کرد. او با لاوینیا ازدواج خواهد کرد و پدرش، لاتینوس، قدرت خود را حفظ خواهد کرد. در نبرد تن به تن، آئنیاس، تورنوس را می‌کشد. آئنیاس بعد از ازدواج با لاوینیا، لاوینیوم (اطراف رم امروزی) را تأسیس می‌کند. |

## نمونه‌های قرون وسطایی
اگرچه در کتاب انئید اثر ویرژیل رابطه همجنس‌گرایی تنها به رابطه نیسوس و اریالوس محدود شده است و آئنیاس در این کتاب شخصیتی کاملاً دگرجنسگرا دارد، در ادبیات قرون وسطی حداقل یک ظن به همجنسگرا بودن آئنیاس یافت می‌شود. نویسندهٔ فرانسوی قرن دوازدهم رومن دی انئاس به تمایلات جنسی آئنیاس می‌پردازد و در بخشی که ملکه آماتا با ازدواج آئنیاس و دخترش لاوینیا مخالفت می‌کند، موضوع اتهام به همجنسگرا بودن آئنیاس را از زبان ملکه آماتا مطرح می‌کند.
تفاسیر قرون وسطایی از آئنیاس تحت تأثیر ویرژیل و سایر منابع لاتین قرار گرفت. به‌طور خاص، گزارش‌های دارس فریگیوس (کاهنی که به‌طور فرضی قبل از هومر زندگی می‌کرده) و دیکتیس کرتنسیس، توسط شاعر ایتالیایی قرن سیزدهم گویدو دل کولون‏ در تاریخ نابودی تروآ‏ دوباره کار شد و بر بسیاری از خوانش‌های بعدی اثر گذاشت. برای مثال، شاعر مروارید و دیگر نویسندگان انگلیسی از گویدو این برداشت را دریافت می‌کنند که خروج امن آئنیاس از تروا با دارایی‌ها و خانواده‌اش پاداشی برای خیانت بود که به خاطر آن هکابه مورد تنبیه قرار گرفت.
در سر گاواین و شوالیه سبز (اواخر قرن چهاردهم)، شاعر مروارید، مانند بسیاری دیگر از نویسندگان انگلیسی، از آئنیاس برای ایجاد شجره‌نامه‌ای برای پایه‌گذاری بریتانیا استفاده کرد و توضیح داد که آئنیاس «به دلیل خیانت خود مورد استیضاح قرار گرفت و ثابت شد که صحت دارد.» (خط 4).

## اصل و نسب‌سازی

### نژاد
آئنیاس یک شجره خانوادگی گسترده داشت. دایه او کائتا بود. او پدر آسکانیوس (همچنین با نام یولیوس یا ژولیوس) با کرئوسا (همسر آئنیاس) است. در نسخه‌های مختلف، اسکانیوس در زمان‌های مختلف قرار گرفته است در روایت اصلی انئید او پسر کرئوسا است و در یونان به دنیا آمده است اما در روایت‌های بعدی توسط لیوی او پسر لاوینیاست و در ایتالیا متولد شده است. او همچنین پدر پسری به نام سیلویوس با لاوینیا است. پسر بزرگش اسکانیوس پادشاهی آلبا لونگا را تأسیس کرد و پادشاه نخست در بین پادشاهان آلبا لونگا است. بر اساس اسطوره‌ای که ویرژیل در انئید به کار برد، رومولوس و رموس هردو از طریق مادرشان رئا سیلویا، نواده آئنیاس بودند و باعث شدند آئنیاس نیای مردم روم تلقی شود. برخی منابع اولیه او را پدر یا پدربزرگ آنها می‌نامند، خاندان جولیا روم، به ویژه ژولیوس سزار و آگوستوس، نسب خود را به اسکانیوس و آئنیاس می‌رسانند، بنابراین نسب آنها از این طریق به الهه ونوس می‌رسد. پالمونیدها نیز این ادعا را مطرح می‌کنند که پادشاهان بریتانیا – از جمله شاه آرتور – خاندانشان از طریق یک نوهٔ آئنیاس، بروتوس بریتانیایی به آئنیاس می‌رسد.
ایجاد پیوند با تروای باستان یک سنت دیرینه است. هنگامی که هرودوت روایت خود را از جنگ‌های یونانی-ایرانی نوشت، کتاب خود را با جنگ‌های اساطیری بر سر زنان آغاز کرد که در آن جنگ تروا و ربودن هلن ملکه اسپارتی توسط پاریس در مرکز صحنه قرار می‌گیرد.
نویسندگان رومی نیز که به شدت تحت تأثیر فرهنگ یونانی قرار گرفته بودند، از جنگ تروا به عنوان یک نقطه شروع مناسب در هر روایت تاریخی مبهم استفاده می‌کردند.

### رومیان
پس از تماس با یونانیان باستان، رومی‌ها متوجه شدند که فاقد سنت حماسی افسانه‌ای یونانیان باستان هستند. ادبیات یونانی ایلیاد و ادیسه هومر (حدود ۷۵۰ پیش از میلاد) را نشان می‌داد و اساطیر یونان قهرمانانی مانند آشیل و هرکول داشت، در حالی که رومی‌ها فقط رومولوس و رموس را داشتند که می‌دانستند نمی‌توانند با قهرمانان بی‌باک یونانی برابری کنند. رومی‌ها با پیوند دادن قهرمانی از جنگ با رومولوس، پیوندی بین تاریخ خود و جنگ معروف تروا ایجاد کردند. آنها قهرمانی را انتخاب کردند که سرنوشتش نامعلوم بود — آئنیاس، شاهزاده تروا— در حدود ۵۰۰ سال قبل از میلاد، این یک روایت استاندارد شد که آئنیاس توانسته از تروا در حال سوختن فرار کند و راهی ایتالیا شود، جایی که روم را تأسیس کرد. انئیدس که یک نام پدری بود که از آئنیاس منشأ گرفته بود، به عنوان نام خانوادگی برای کسانی که گمان می‌رفت از نسل او هستند، مانند امپراتور آگوستوس یا رومی‌ها به‌طور کلی به کار می‌رفت. تاریخ‌نگار یونانی دیوکاسیوس (زادهٔ پیرامون ۱۵۵- مرگ میان ۲۲۹ تا ۲۳۵ میلادی) در اثر تاریخی خود، از کتاب‌های سیبیل نقل‌قول می‌کند که در آن اصل خاندان یولی به پسر آئنیاس، اسکانیوس (یولیوس، ژولیوس، جولیوس هم نامیده می‌شود) بازمی‌گردد و بر این اساس نام‌گذاری شده است. امپراتور روم نرون به عنوان آخرین نواده در اینجا ظاهر می‌شود.
ارتباط قهرمانان هومری با ایتالیا و سیسیل به قرن هشتم قبل از میلاد — زمانی که اشعار حماسی هومر احتمالاً به متون مکتوب تبدیل شدند — برمی‌گردد و مستعمرات یونانی که در آنجا تأسیس شدند و قرن بعد اغلب ادعا می‌کردند که از رهبران جنگ تروا تبار هستند. افسانه آئنیاس را نیز با مکان‌ها و خانواده‌های خاصی به ویژه در منطقه لاتیوم مرتبط می‌کند. با گسترش روم در ایتالیا و مدیترانه، نویسندگان میهن‌پرست آن شروع به ساختن یک سنت اسطوره ای کردند که به یکباره سرزمین آنها را با قدمت وقار می‌کرد و بیزاری نهفته از برتری فرهنگی یونانی را از بین می‌برد. این واقعیت که آئنیاس، به عنوان یک تروایی، نماینده دشمن یونانیان بود و این سنت او را پس از جنگ آزاد کرد، او را برای بخشی که به او اختصاص داده بود - یعنی بنیان‌گذاری عظمت روم - مناسب ساخته بود. ویرژیل که در قرن اول پیش از میلاد به رشته‌های مختلف افسانه‌های مربوط به آئنیاس شکلی داد. خانواده ژولیوس سزار و در نتیجه حامی ویرژیل، آگوستوس، ادعا می‌کرد که نسبش از آئنیاس و پسرش اسکانیوس که نیز یولیوس نامیده می‌شد، می‌رسد. ویرژیل با ترکیب این سنت‌های مختلف، شاهکار خود را انئید را خلق کرد، شعر حماسی لاتینی که قهرمان آن نه تنها سیر و هدف تاریخ روم، بلکه کارنامه و خط مشی خود آگوستوس را نیز نشان می‌داد. در سفر آئنیاس از تروا به سمت غرب به سیسیل، کارتاژ، و سرانجام به دهانه تیبر در ایتالیا، ویرژیل ویژگی‌های پایداری، انکار خواست خود و اطاعت از خدایان را به تصویر کشید که به قول شاعر، روم را ساختند.

### بریتانیای کبیر
نویسندگان بریتانیای قرون وسطی نیز به همین ترتیب سعی کردند خاستگاه بریتانیایی‌ها را به یکی دیگر از نوادگان آئنیاس مرتبط کنند. راهب و نویسنده قرن نهم، ننیوس، و نویسنده قرن دوازدهم، جفری مانموث، هر دو ادعا کردند که یک تروجانی به نام بروتوس تروایی همنام و بنیان‌گذار بریتانیا بوده است. طبق داستان، او پس از کشتن تصادفی پدرش، از جامعه تروا در ایتالیا تبعید شد. پس از تبعید، بروتوس در مناطق مختلف از جمله یونان، شمال آفریقا، گال و در نهایت بریتانیا، ادیسه مهمی را طی کرد. در اسطوره، بروتوس (و گروه رو به رشد پیروانش) بریتانیا را خالی یافتند، به جز جامعه ای از غول‌ها که در غارها زندگی می‌کردند. سپس مهاجران تروا غول‌ها را کشتند یا بیرون کردند و زمین را برای خود آباد کردند و بعداً منطقه و جامعه خود را به نام رهبر خود نامگذاری کردند.
در کتاب جفری مانموث، از بروتوس، نوهٔ آئنیاس گفته می‌شود. او از ایتالیا تبعید شده بود و بنابراین مجبور به سرگردانی در جهان شد. او سرانجام در جزیره بزرگی به نام آلبیون وارد شد که بلافاصله آن را به نام خود «بریتانیا» نامید. البته هیچ‌کدام از اینها مبنای تاریخی ندارد، اما قبل از ظهور رشته مدرن تاریخ، مرز دقیقی بین اسطوره و تاریخ، واقعیت و تخیل وجود نداشت.
انگلیسی‌ها زمانی به‌طور گسترده‌ای به عنوان تاریخ ادعا می‌کردند، این جزیره - قبل از این رویداد، سرزمینی بود که فقط غول‌های خارق‌العاده در آن زندگی می‌کردند- و مردم اصلی آن نوادگان آئنیاس هستند، اگرچه حتی در زمان رنسانس، یک مخاطب غیرانگلیسی و همچنین حداقل یک نویسنده انگلیسی جزئیات داستان‌ها را قانع‌کننده نمی‌دانست.

### خدایان نورس
نویسندگان اسطوره‌شناسی اسکاندیناوی سعی داشتند داستان‌های خود را به تروآیی باستان متصل کنند.
پژوهشگر ایسلندی، اسنوری استورلوسون (۱۱۷۹–۱۲۴۱)، در پیش‌درآمد ادای منثور از یک تروجانی به نام منون می‌گوید که با دختر پادشاه شاه ارشد تروآ پریاموس به نام «تروان» —در هیچ منبع سنتی دیگری به تروان اشاره نشده است— ازدواج می‌کند و صاحب پسری به نام ثور (اسطوره) (محبوب‌ترین ایزد در اسطوره‌شناسی اسکاندیناوی) می‌شود. این پسر تا دوازده سالگی در تراکیه پرورش می‌یابد و پس از آن راهی سرزمین‌های شمال اروپا می‌شود در آن جا با یک سیبیل (پیشگو) آشنا می‌شود که سیف (اسطوره نورس) نامیده می‌شود.

سرانجام، «وودن»، (برابر با اودین) از نسل آنها به وجود آمد. 
اودین مانند همسرش از موهبت پیشگویی برخوردار بود و از طریق این آموختن متوجه شد که نام او در شمال جهان شهرت خواهد یافت و بیش از سایر پادشاهان مورد احترام قرار خواهد گرفت. به همین دلیل مشتاق مهاجرت بود و در سفر پیروان زیادی از پیر و جوان و زن و مرد را با خود برد.

### در مقایسه با موسی
از سلسله قهرمانان افسانه‌ای که توسط نوادگان مردمان غیر هلنی خاور نزدیک تجلیل می‌شود، موسی است که به احتمال زیاد برای ویرژیل نویسنده کتاب انئید شناخته شده است. مسلماً موسی واضح‌ترین الگو برای آئنیاس بوده است. هر کدام تحت تعلیم و هدایت الهی، قوم برگزیده‌ای را از اسارت یا شکست هدایت می‌کنند و آنها را با سفری سخت تربیت می‌کنند که در طی آن، سرنوشت قوم و نوع رفتار لازم برای رسیدن به آن سرنوشت، بارها و بارها به‌وسیله عوامل ماوراء طبیعی به رهبران ابلاغ می‌شود. مأموریت آنها نه تنها حیثیت مردم خود را بازمی‌گرداند، بلکه برکت را برای همه بشریت به ارمغان می‌آورد. سرزمین موعود که قرار بود مبنای این مأموریت باشد باید از قبایل اشغالگر بازپس گرفته شود. شباهت آئنیاس با موسی و آخرالزمان ممکن است تصادفی باشد. با این حال، به نظر می‌رسد که ویرژیل عمیقاً تحت تأثیر سنت یهودی بوده است.

## استفاده سیاسی
اسطوره آئنیاس برای انواع مختلف مردم و گروه‌های مردم جذابیت داشت. این جذابیت برای رومی‌ها از این جهت بود که می‌خواستند اجداد خود را به یونانی‌ها — که تمدنشان را بسیار تحسین می‌کردند — مرتبط کنند. این اسطوره برای یونانیان نیز جذاب بود؛ مثلاً برای افرادی چون دیونیسیوس هالیکارناسوس که می‌خواستند ثابت کنند رومیان — که تا سال ۳۱ قبل از میلاد تمام جهان یونان را تسخیر کرده بودند — هم در واقع یونانی بودند. نخستین امپراتور روم آگوستوس با تبدیل آئنیاس به یک قهرمان ملی رومی، مشروعیت خود را به عنوان یک حاکم تثبیت کرد. این بدون شک بخشی از دلیلی بود که آگوستوس و متحدان سیاسی او ویرژیل را تشویق کردند تا انئید را بسازد. افسانه آئنیاس چنان ابزار ایدئولوژیک قدرتمندی بود که ادعاهای ژنرال و سیاستمدار جاه‌طلب ژولیوس سزار (۱۰۰–۴۴ پ. م) و پسر خوانده‌اش آگوستوس (۶۳–۱۴ پیش و پس از میلاد) توسط ویرژیل در انئید جاودانه شد. سزار و آگوستوس جمهوری روم را به یک امپراتوری تبدیل کردند که یک خاندان از نسل آئنیاس آن را اداره می‌کرد. رومی‌ها تصور می‌کردند که شاهزاده تروا از شهرش فرار کرده است زیرا یونانی‌ها آن را غارت کردند. آئنیاس در ایتالیا مستقر شد، مناطق محلی را تسخیر کرد و پدر رومولوس، بنیان‌گذار روم شد. جمهوری روم در آن زمان قدرت برتر جهان مدیترانه بود و داستان آئنیاس توجیهی برای فتوحات آن بود. با فتح شبه‌جزیره ایتالیا، می‌توان ادعا کرد که روم مأموریت آئنیاس را به پایان رسانده بود. روم با تحقیر دولت شهرهای یونانی و پادشاهی هلنیستی در شرق مدیترانه، انتقام سقوط تروا را گرفته بود. رومی‌ها مردمی به شدت میهن‌پرست بودند، اما به جای اینکه خود را فرزندان خاک ایتالیا تصور کنند، ترجیح دادند فکر کنند که برای حرکت، جنگ و سلطنت در سراسر جهان متولد شده‌اند.
در قرن سوم، چهارم و پنجم پس از میلاد، گروه‌هایی از جنگجویان ژرمن بخش زیادی از اروپای غربی را از کنترل روم خارج کردند. نخبگان آلمانی علاوه بر تصرف قلمرو، نمادهای اقتدار رومی، از جمله اسطوره ریشه تروا را نیز به خود اختصاص دادند. مروونژی‌ها، حاکمان قبایل فرانک‌ها که فرانسه کنونی را تصرف کرده بودند، صفحه ای از کتاب ویرژیل که در تواریخ فردگار نقل شده بود را مورد استفاده قرار دادند. این متن تاریخچه فرانک‌ها را به «فرانسیو» بازمی‌گرداند، نوعی شبیه‌سازی از آئنیاس که ظاهراً در راین (آلمان) ساکن شده بود. هنگامی که دودمان کارولنژی، یک سلسله رقیب فرانک، مروونژی‌ها را برکنار کردند، این تازه‌واردان به دنبال اثبات این بودند که آنها حتی تروایی‌تر از پادشاهانی هستند که سرنگون کرده بودند. در وقایع‌نگاری‌ها و اشعار، مبلغان دربار دودمان کارولنژی از فرمانروایان آن به عنوان نوادگان آئنیاس تجلیل می‌کردند و ارتباط خود را با مشهورترین تبعیدی تروا ابراز می‌کردند.
دودمان‌های دیگر اروپای غربی هم داستان‌های خود را از تبار تروا جعل کردند و مشتاق بودند که نگذارند فرانک‌ها میراث نمادین تروا و روم را برای خود نگه دارند. پس از فتح انگلستان در سال ۱۰۶۶، نورمن‌ها که در اصل وایکینگ بودند، قهرمان تروایی بروتوس تروایی را اختراع کردند، که گفته می‌شد در همان زمانی که «فرانسیو» و آئنیاس به سمت رودخانه‌های راین و تیبر می‌رفتند از تروآ گریخت. در آلمان، دودمان‌های رقیب که به دنبال کنترل امپراتوری مقدس روم بودند، ادعا کردند که آنها نیز فرزندان یک پناهنده تروایی هستند. شجره‌نامه‌های اسطوره‌ای زمینه‌ای را برای نخبگان در سراسر اروپا فراهم کرد تا بر برتری خود بر مردم عادی تأکید کنند. وارثان تروآ و در نتیجه امپراتوری روم، آنها کسانی بودند که حق حکومتی را داشتند که از قهرمانان دوران باستان به ارث رسیده بود.
مانند رومی‌ها، اروپاییان قرون وسطی از ارتباط ادعایی خود با تروا به عنوان دلیلی برای فتح استفاده می‌کردند. در سال ۱۲۰۴، بستگان خاندان سلطنتی فرانسه آنچه را که قرار بود جنگ صلیبی چهارم در سوریه و فلسطین باشد به سمت هدف جدیدی منحرف کردند: غارت قسطنطنیه (۱۲۰۴). پایتخت امپراتوری بیزانس یونانی‌زبان، بزرگ‌ترین و ثروتمندترین شهر اروپا بود. صلیبی‌ها آن را غارت کردند و برای توجیه اقدامات خود ادعا کردند که انتقام خود را از یونانی‌ها به خاطر سقوط سرزمین تروآی باستانی خود می‌گیرند. نزدیک به ۱۵۰۰ سال، پیوندها با تروای باستان برای رهبران اروپا توجیهی برای حکومت استبدادی در داخل و ماجراجویی‌های نظامی در خارج از کشور ارائه کرد اما هم‌زمان با ظهور امپراتوری عثمانی که در سال ۱۴۵۳ قسطنطنیه را فتح کردند به نظر می‌رسد که شور و شوق حاکمان اروپایی را برای همذات‌پنداری با آسیای صغیر کاهش پیدا کرد.

## بازآفرینی

### ادبیات
آئنیاس به عنوان یک شخصیت در نمایشنامه ویلیام شکسپیر ترویلوس و کرسیدا ظاهر می‌شود که در دوران جنگ تروجان اتفاق می‌افتد.
آئنیاس و دیدو (ملکه کارتاژ) شخصیت‌های اصلی یک تصنیف پهن بالاد در قرن هفدهم به نام شاهزاده سرگردان تروا هستند. تصنیف در نهایت سرنوشت آئنیاس را از چندین سال سفر کردن پس از مرگ دیدو، به پیوستن به او به عنوان یک روح بلافاصله پس از خودکشی دیدو تغییر می‌دهد.
در ادبیات مدرن، آئنیاس سخنران دو شعر از آلن تیت، آئنیاس در واشینگتن و آئنیاس در نیویورک است. او یکی از شخصیت‌های اصلی کتاب اورسولا لو گویین رمان لاوینیا است، که بازگویی شش کتاب آخر انئید از دیدگاه لاوینیا، دختر لاتینوس، پادشاه لاتیوم است.
آئنیاس در سری سه‌گانه کتاب تروا اثر دیوید گمل به عنوان یک شخصیت قهرمان اصلی با نام هلیکاون ظاهر می‌شود.
در مجموعه کتاب‌های ریک ریوردن قهرمانان المپ، آئنیاس به عنوان اولین نیمه خدای رومی، پسر ونوس به جای آفرودیت در نظر گرفته می‌شود.
رمان شهر گمشده‌ها نوشته ویل آدامز فرض می‌کند که بسیاری از اطلاعات ارائه‌شده توسط ویرژیل اشتباه است و آئنیاس و دیدو واقعی در کارتاژ ملاقات نکرده‌اند و عاشق یکدیگر نشده‌اند، بلکه در یک مستعمره فنیقی در قبرس، در سایت مدرن فاماگوستا. داستان آنها با داستان فعالان مدرن آمیخته شده است که در حالی که در تلاش برای متوقف کردن یک ژنرال جاه‌طلب ارتش ترکیه در تلاش برای انجام کودتا هستند، به‌طور تصادفی خرابه‌های پنهان کاخ دیدو را کشف می‌کنند.

### سینما
داستان آئنیاس با وجود عناصر دراماتیک بسیاری که دارد، توجه چندانی را در صنعت فیلم ایجاد به خود جلب نکرده است. رونالد لوئیس نقش آئنیاس را در هلن تروآ بازی کرد. در این فیلم آئنیاس به عنوان یک شخصیت فرعی، که یکی از اعضای خانواده سلطنتی تروجان و دوست وفادار پاریس، که در پایان فیلم فرار می‌کند، به تصویر کشیده شده است. آئنیاس شخصیت اصلی یکی از سری فیلم‌های شمشیر و صندل، در سال ۱۹۶۱، با نام اسب تروآ (جنگ تروجان) با بازیگری استیو ریوز بود. ریوز سال بعد این نقش را در فیلم «افسانه آئنیاس» که دربارهٔ ورود آئنیاس به لاتیوم و درگیری‌های او با قبایل محلی، در حالی که تلاش می‌کند پناهجویان تروا را در آنجا اسکان دهد، دوباره ایفا کرد. جولیو بروگی، با نقش آئنیاس در مینی‌سریال ایتالیایی ۱۹۷۱ به نام انئید، کل داستان انئید، از فرار آئنیاس از تروا، دیدار با دیدو، ورود او به ایتالیا و دوئل او با تورنوس را ایفا می‌کند.
جدیدترین تصویر سینمایی آئنیاس در فیلم تروآ بود که در آن او به عنوان جوانی ظاهر می‌شود که توسط پاریس برای محافظت از پناهندگان تروا و ادامهٔ آرمان‌های شهر و مردم مأمور شده است. پاریس شمشیر پریاموس را به آئنیاس می‌دهد تا به دودمان سلطنتی تروآ مشروعیت و تداوم بخشد و پایه‌های فرهنگ رومی را پی‌ریزی کند. در این فیلم او عضوی از خانواده سلطنتی نیست و به نظر نمی‌رسد که در جنگ بجنگد.
در مینی سریال تلویزیونی ۲۰۱۸ تروآ: سقوط یک شهر، آئنیاس توسط آلفرد ایناک به تصویر کشیده شده است.
در مینی سریال تلویزیونی ۲۰۱۸ تروآ: سقوط یک شهر، آئنیاس توسط آلفرد ایناک به تصویر کشیده شده است. او همچنین به عنوان یک مبارز حماسی از جناح دردانیا در حماسه جنگ تمام‌عیار: تروی در سال ۲۰۲۰ حضور داشت.

### بازی ویدئویی
در بازی نقش‌آفرینی خون‌آشام: مرثیه توسط انتشارات وایت ولف، آئنیاس به عنوان یکی از بنیانگذاران اسطوره ای خون‌آشام: مرثیه ظاهر می‌شود.
در بازی اکشن جنگجویان: افسانه تروآ، آئنیاس یک شخصیت قابل بازی است. بازی با فرار او و انئیدس پس از نابودی تروا به پایان می‌رسد. کاساندرا پیش‌بینی می‌کند که او پس از خروج یک امپراتوری بزرگتر از یونان و تروآ تشکیل خواهد داد که ۱۰۰۰ سال بر جهان حکومت خواهد کرد.
او همچنین به عنوان یک مبارز حماسی از جناح دردانیا در حماسه جنگ تمام‌عیار: تروی در سال ۲۰۲۰ حضور داشت.

## تصویرسازی در هنرهای تجسمی
صحنه‌هایی که آئنیاس را به تصویر می‌کشند، به‌ویژه برگرفته از انئید، قرن‌ها مورد مطالعه قرار گرفته‌اند. آنها همواره موضوع مکرر هنر و ادبیات بوده‌اند. بخش‌های زیادی از انئید بر ادبیات و هنر غرب تأثیر گذاشته است: به‌ویژه غارت تروا و خروج آئنیاس از آن (کتاب دوم)، تراژدی دیدو (کتاب یکم، چهارم و ششم) و سفر او به دنیای مردگان (کتاب ششم).

### ویلای والمارانا
هنرمند نقاش جامباتیستا تیه‌پولو توسط «گائتانو والمارانا» در سال ۱۷۵۷ مأموریت یافت تا چندین اتاق در ویلای والمارانا، ویلای خانوادگی واقع در خارج از ویچنزا را نقاشی کند. تیه‌پولو ویلا را با صحنه‌هایی از حماسه‌هایی مانند ایلیاد هومر و انئید ویرژیل تزئین کرد.
|  |  |  |  |

### آئنیاس از تروآ می‌گریزد
|  |  |  |  |

### آئنیاس و ملکه دیدو
|  |  |  |  |

### آئنیاس در جهان مردگان
|  |  |  |  |